# Conus cuvieri
Conus cuvieri é uma espécie de gastrópode do gênero Conus, pertencente à família Conidae.

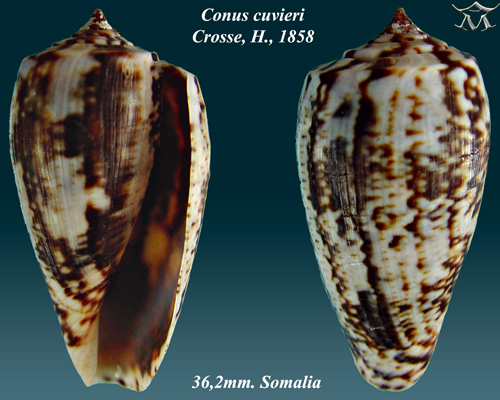